# Dana Cebulla
Dana Cebulla (*  8. Februar 1949 in Nürnberg) ist eine deutsche Theater- und Filmschauspielerin.

## Leben
Dana Cebulla erhielt ihre Privatausbildung zur Schauspielerin in Köln. Danach wurde sie als Film- und Theaterschauspielerin tätig. 1995 gründete sie ihre eigene Castingagentur Tigercast in Köln.
Zu ihren Film- und Fernseheinsätzen gehören diverse Tatort-Episoden, die Serie Hotel 13 und mehrere Fernsehfilme.

## Filmografie (Auswahl)
- 1986: Der Junge mit dem Jeep
- 1999: Tatort: Martinsfeuer
- 2001: Duell – Enemy at the Gates
- 2010: Sascha
- 2011: Grimmsberg (Kurzfilmserie)
- 2011: Das große Comeback
- 2012: Das Kind
- 2012: Hotel 13 (Fernsehserie; Folge 47–63)
- 2012: 2012 (Kurzfilm)
- 2012: Tatort: Im Namen des Vaters
- 2013: Tatort: Willkommen in Hamburg
- 2013: Beinahe negativ
- 2014: Die Mütter-Mafia
- 2014: Honig im Kopf
- 2015: Harald hilft mit (Kurzfilm)
- 2016: Hinterm Vorhang
- 2016: Blaue Stunde Sehnsucht (Kurzfilm)
- 2016: Neues aus dem Reihenhaus
- 2021: Tatort: Wie alle anderen auch
- 2021: Ein Mädchen wird vermisst (Fernsehfilm)
- 2023: Enkel für Fortgeschrittene

## Theater
- 2000: Sugardollys (Theater der Keller Köln)
- 2003: Freudige Erwartung (Rheinisches Landestheater Neuss)
- 2005: Das Kuckucksei (Theater am Schlachthof Neuss)
- 2006: Gatte gegrillt (Theater Tiefrot Köln)
- 2010: Das Pilatus-Evangelium (Kleines Theater Bad Godesberg)
- 2011: Eine etwas sonderbare Dame (Kleines Theater Bad Godesberg)
- 2012: Die Heinz Erhardt Revue (Kammeroper Köln)